# Elaphe climacophora
Elaphe climacophora är en ormart som beskrevs av Boie 1826. Elaphe climacophora ingår i släktet Elaphe och familjen snokar. Inga underarter finns listade i Catalogue of Life.
Arten förekommer på Japans stora öar och på några mindre tillhörande öar. Den hittas även på några öar i Kurilerna (Ryssland). Elaphe climacophora har anpassad sig till kulturlandskapet och den lever i alla habitat på öarna.
Elaphe climacophora klättrar främst i träd och annan växtlighet där den jagar fåglar. Unga exemplar vistas mer på marken där de äter ödlor och groddjur. Mellan juli och augusti lägger honan 4 till 17 ägg per tillfälle.